# Młynowo (Solanka)
Młynowo (niem. Adlig-Mühlbach) – przysiółek wsi Solanka w Polsce, położony w województwie warmińsko-mazurskim, w powiecie kętrzyńskim, w gminie Srokowo.
W latach 1975–1998 przysiółek należał administracyjnie do województwa olsztyńskiego.

## Nazwa
17 października 1949 r. ustalono urzędową polską nazwę miejscowości – Młynowo, określając drugi przypadek jako Młynowa, a przymiotnik – młynowski.